# Honey*Honey*Honey!
《Honey*Honey*Honey!》是由制作的恋爱冒险类型成人游戏，于2020年9月25日发售。本作的英文、简繁中文版本由Shiravune代理，于2021年8月6日于johren发售，2021年8月23日于Steam发售。本作讲述了在法律规定非恋爱关系的男女应距离2米以上的社会环境下，主人公折原舜于同一学校的少女们之间的恋爱故事。
本作是的出道作。《丸子与银河龙》的原画大空树担任本作的原画。
2021年2月12日，发售了本作改编的小说。

## 游戏系统

本作的游玩界面，图中女主角远野司正在于玩家角色折原舜进行对话

《Honey*Honey*Honey!》采取恋爱冒险游戏的玩法，在游玩时玩家需要阅览屏幕上显示的文本以了解故事情节和人物之间的对话。文字会和人物的立绘与背景一同出现，用以表示当前说话的对象。对话对象的立绘会随着对话的进行而变化，根据对话内容做出不同的动作或表情。本作在部分场景会出现替代背景和人物立绘的电脑图像插画。游戏中会在默认的段落中出现行为选项供玩家选择，下一段文本在做出选择前并不能显示。玩家的选择会影响接下来的剧情发展，选项会导致不同的结局。此外，玩家可以随时打开对话记录查看已阅读的内容，还支持玩家快速保存、读取游戏进度，甚至允许玩家快速跳转到分支选项处。
本作中仅有一个可供玩家选择的选项，根据选择将会进入对应角色的路线，共有三个结局。达成某个结局后会解锁对应角色额外的H场景。本作角色的关系带有一定的性意味，有关场景包括手交、乳交、性交等。

## 故事
为了解决性骚扰的问题而设立《男女接近法》，规定男女之间必须保持距离。本作的主人公年幼时因与远野司玩耍时过度接近而受到指责，从那之后便渐渐减少了与女生接触，十年间也搬了几次家。然而现在，又搬回了曾经住过的地方，进入一所名为“特别安全学校法人・St.圣域学园”的学校就读。
在第一天上学的时候，舜看到一名正经的女生向一对亲密牵着手的情侣索要通过恋爱审查的贴纸。这时，班主任出来迎接他，言语中透露着与他很熟悉的语气，但舜却不记得见过她，经过提示才回忆起来是小时候经常一起玩的三峰美雪。进入教室后，舜发现旁边座位的女孩就是早上校门口向那对情侣问话的女生，并且还一直盯着他看。经过对话才知道，她是下时候一起玩的远野司，并约定放学后帮她做事。放学后，司带舜到了学校的恋爱监察部，说明了恋爱监察部的职能并希望舜能加入，之后舜决定加入恋爱监察部，帮助司了解什么是恋爱，也见到了司爱妄想的一面。舜出社团活动室之后，走廊内传来了爆炸声并充满了浓烟，舜也被人撞倒而抓住了对方的胸部，但对方好像并不生气且十分兴奋，并在司出部室时趁机逃掉了。之后在校门口遇到了美雪老师，被她调戏后便逃掉了。
第二天上学时，舜得知了昨天被抓胸的女生名叫近森有香并被要求参加他们的组织聚会。中午时，和司在社团教室一起进行恋爱练习的相关事宜，但舜因故离开。但在走廊拐角撞到了美雪老师，被赶来的司看到。放学后，舜参加了有香组织的聚会。接下来的几天里，舜对远野司、近森有香、三峰美雪也更加了解，舜也决定了将来的路线。
远野司线
远野司线中，舜决定继续参加监察部的活动。期间，舜为了补习而多次来到司家，监察部的活动也照常进行，两人的关系更加亲密。直到有一天，司突然表白，而舜也同意了，二人决定互相交往，也从监察部的指导教师三峰美雪那里拿到了认可的贴纸。但两人由于过度亲密而受到了学生们的反对，通过反思，司放送了通过恋爱审查的要求，反对声也就此消失，二人的关系也更加亲密。
近森有香线
近森有香线中，舜因在意近森有香的动向，与有香的互动也渐渐变多。	在一次四人约会中，有香要求舜甲板其男友，但因差点被识破而亲吻了舜，两人也明白了自己的想法，决定互相交往。
三峰美雪线
三峰美雪线中，舜决定追求平稳的生活。某天晚上，舜在出门购买晚饭时遇到了丢失家门钥匙的美雪，在帮美学找到钥匙后到了她家。吃完饭后，意外发现美雪家的橱柜里满是舜的周边，由此舜也了解了自己对于美雪的意义。通过近森有香的开到，舜也明白了自己对美雪的想法。之后两人秘密的确立了恋爱关系。但两人被举报在交往，监察委员会因此而要处罚三峰，但两人拿出了幼年时签署的结婚登记表以及当时的录像，委员会也由此认可了两人的关系。

## 登场角色
折原舜
本作的主人公。故事开始时转学到特别安全学校法人・St.圣域学园，成为远野司的同班同学，想要度过安稳的校园生活。
远野司（声优：嶋田ツユリ）
特别安全学校法人・St.圣域学园的学生，学校审查男女交往的恋爱监察社的部长。
近森有香（声优：麦芽ぷりん）
圣域学园的学生，反对男女接近法，因此会做出一些危险行为。
三峰美雪（声优：南十字いっせい）
圣域学园的新任教师，也是折原舜所在班级的班主任。舜幼年时住在附近，经常照顾舜。

## 主题曲
片头曲恋×蜜Distance
主唱：岬，作词：逢初夏乃，作曲、编曲：
片尾曲Meet my request
主唱：，作词：逢初夏乃，作曲、编曲：

## 开发
本作是的出道作，剧本由和合作撰写，原画则由《丸子与银河龙》的原画大空树担任。
成立于2020年的年初，认为这一名字与人们因2019冠状病毒病疫情而需要在家度过而很有亲和力。本作的设定需要保持社交距离也与2019冠状病毒病传播这一社会背景有关。此外，本作还十分注重色情场景的表现。

## 发行
于2020年7月24日公开了本作的官网，并宣布将于7月31日开启本作的预约。8月14日在官网上公开了本作的免费试玩版供公众下载试玩。8月27日宣布预定于9月25日发售。9月25日本作初回般如期正式发售。部分商店为购入者安排了不同的店铺特典；对与本作的预约者，提供了本作的原生音乐CD和可以拉远立绘距离的距离补丁。2021年1月29日，发售了本作的通常版。2021年8月13日，于FANZA GAMES推出了本作的浏览器兼容版本，使玩家可以在智能手机上进行游戏。
2021年8月6日，本作于johren发售，由Shiravune代理，但仅支持英语和简繁体中文。本作原定于2021年8月13日于Steam发售，但受未知原因影响实际上线时间为同月23日。本作的Steam版本为全年龄版，但可于johren下载色情补丁。

## 评价
BugBug认为本作的色情场景是最大的看点，表示其品质是其他萌系游戏所无法比拟的。Noisy Pixel的艾米·肖尔（Amy Scholl）也对本作的插画表示了赞赏，也指出尽管部分情节很有趣，但整个故事令人感到仓促而空洞。
本作在日本美少女游戏暨动漫相关商品销售网站Getchu屋发售当月便登上了销量排行榜第10位，亦被票选位2020年9月第9佳美少女游戏。在9月的萌系游戏大赏月间赏也夺得第10位。